# AR-15 "Aztex"
AR-15"Aztex" — винтовка азербайджанского производства. Новую винтовку AR-15 «Aztex», созданный Министерством оборонной промышленности Азербайджана, впервые представили Президенту Ильхаму Алиеву 11 июня 2018 года во время открытия войсковой части Ракетно-артиллерийских войск.

## История
Винтовка AR-15 «Aztex» был разработан Министерством оборонной промышленности Азербайджана ещё в 2018 году. Спустя пятнадцать дней во время военного парада в Баку по случаю 100-летия Вооружённых сил Азербайджана некоторые подразделения Вооружённых сил прошли перед трибуной с оружием AR-15 Aztex.

## Характеристики
Винтовки Aztex, стреляющие пулями калибра 7,62 × 39 мм, весят 4,56 кг, имеют общую длину 985 мм и длину ствола 406 мм. Винтовка AR-15 Aztex оснащён регулируемым телескопическим прикладом и 3 планками Пиккатини, которые позволяют легко добавлять аксессуары. В оружии используются стандартные части от автомата Калашникова.
Штурмовая винтовка AR-15 работает по принципу того, что пороховые газы попадают в газовый поршень через отверстие в трубе и обеспечивают его короткий проход. Утверждается, что это устраняет проблему застревания боеприпасов в существующих моделях для США.
Винтовки AR-15 стреляют советскими патронами калибра 7,62×39 мм. Причины замены 5,45-мм винтовки в исходной версии на более тяжёлую в местном производстве и предыдущую 7,62-мм винтовку также могут вызвать определённые обсуждения и вопросы.

## Варианты
Пистолеты-пулемёты оснащены глушителями Grey Wolf и тепловизионными прицелами FLIR производства азербайджанской компании Palladium Defense and Security Solutions. Некоторые эксперты также высказывают опасения по поводу долговечности оружия.
Глушители, предоставленные компанией силовым структурам Азербайджана, подходят для использования в пистолетах, снайперских и автоматических винтовках. Эти глушители позволяют вести огонь как скоростными, так и сверхзвуковыми ракетами. Глушители пистолетные могут использоваться с резиновыми накладками или без них. При использовании резиновой прокладки шум при стрельбе из дозвуковых патронов не превышает 35 дБ. Главное преимущество глушителей в том, что они легко разбираются и собираются заново. В зависимости от модели он (глушитель) весит 235—440 грамм, длина 220—280 мм и диаметр 33-53 мм.
Винтовки AR-15 производятся совместно с израильскими коллиматорными прицелами MEPRO M21. Мишень питается от энергосберегающего элемента днём и тритиевых батарей ночью. Переключение между двумя батареями происходит мгновенно и автоматически. Диаметр линзы мишени, работающей в любых погодных и температурных условиях, составляет 30 мм. Обеспечивается широкое поле зрения и быстрое наведение. Сектор наблюдения не ограничен и может использоваться с двумя открытыми глазами.